# Rhinolambrus contrarius
Rhinolambrus contrarius är en kräftdjursart som först beskrevs av J. F. W. Herbst 1804.  Rhinolambrus contrarius ingår i släktet Rhinolambrus och familjen Parthenopidae. Inga underarter finns listade i Catalogue of Life.